# Lixophaga cinctella
Lixophaga cinctella là một loài ruồi trong họ Tachinidae.